# António Maria da Luz de Carvalho Daun e Lorena
António Maria da Luz de Carvalho Daun e Lorena (11 de julho de 1822 – Lisboa, 25 de março de 1905), conde da Redinha, era moço fidalgo com exercício no paço Real, grã-cruz da Ordem de São Gregório Magno do Vaticano, e da Ordem da Coroa de Carvalho do Luxemburgo, fundada pelo grão-duque Guilherme II.
Merecendo toda a confiança de D. Miguel de Bragança e a incondicional simpatia do seu Partido Legitimista, o conde da Redinha prestou-lhe muitos serviços, de que só se afastara pela sua idade muito avançada. Por ocasião da sua retirada da vida activa do partido político, que sempre muito o considerou, recebeu o ilustre fidalgo legitimista as mais penhorantes provas de respeito dos seus correligionários e amigos, publicando o jornal A Nação, a 18 de março de 1899, o seu retrato acompanhado de frases muito lisonjeiras.
Merecendo especial simpatia do ramo proscrito da Casa de Bragança pelos valiosos serviços que lhe prestara, foi alvo também das mais altas distinções. Quando mais tarde faleceu Monsenhor Povolide, D. José Maria da Cunha, foi o conde da Redinha nomeado tesoureiro da Subscrição alimentícia da real família exilada, lugar que exerceu até que esses honrosos sacrifícios partidários puderam ser dispensados. Em abril de 1870 foi convidado a ir para Roma servir de camarista ao jovem D. Miguel Januário de Bragança, filho do príncipe proscrito, que estava então naquela cidade com sua mãe e sua irmã, a infanta D. Maria das Neves de Bragança. No ano seguinte foi nomeado pela grande reunião realizada em Lisboa em 4 de junho de 1871, para fazer parte da deputação encarregada de felicitar Pio IX por ocasião do seu 25.º aniversário pontifical. Em 1873 foi a Brombach representar o duque de Bragança e assinar em seu nome o contrato antenupcial da infanta D. Maria Teresa com o arquiduque de Áustria Carlos Luís. Em 1874 foi novamente chamado para assistir às núpcias da infanta D. Maria José com o duque da Baviera, Carlos Teodoro, mas dessa vez a doença impossibilitou-o de comparecer à cerimónia, fazendo, contudo, parte, em 1876, em nome do filho de D. Miguel, para de acordo com os representantes dos príncipes, duque de Parma, e conde de Bardi, estabelecer as bases do contrato nupcial entre este último príncipe e a infanta D. Aldegundes de Bragança. 
Por morte do Dr. Carlos Zeferino Pinto Coelho, chefe do partido legitimista, tomou o conde da Redinha este honroso cargo, e em 1893 ainda saiu de Portugal para assistir ao casamento da infanta D. Maria Ana de Bragança com o grão-duque herdeiro do Luxemburgo. O conde da Redinha foi padrinho de D. Maria Antónia de Bragança, filha mais nova do príncipe proscrito, sendo a ele que o pretendente dirigiu a sua carta-manifesto em 1883.
No ano de 1879 o papa Leão XIII agraciou-o com a comenda da Ordem de São Gregório Magno, e com a grã-cruz da mesma ordem em 1883. No ano de 1892, o grão-duque de Luxemburgo lhe conferiu a grã-cruz de Wassan, com as respectivas insígnias.
O conde da Redinha, como pertencente ao partido legitimista, não quis aceitar o título nem a comenda da Ordem de São Tiago, dos governos liberais. 

## Dados genealógicos
Era conde da Redinha, por nascimento. Herdou o título, por morte de seu irmão mais velho, Manuel Maria da Luz de Carvalho e Lorena.
Era filho do 3.º conde da Redinha, Nuno Gaspar de Carvalho Daun e Lorena, e da condessa, sua mulher, D. Maria Vitória de Sampaio Melo e Castro.
Casou em 12 de maio de 1843 com D. Maria Joana Curvo Semedo Delgado da Silva, filha do desembargador da Casa da Suplicação, o Dr. António Delgado da Silva, cavaleiro da Ordem de Cristo, e de sua mulher, D. Maria Amália Ludovice Curvo Semedo, descendente do célebre Geraldo Sem Pavor, o conquistador da cidade de Évora. Sem geração.